# John Baptist Rosenthal
John Baptist Rosenthal (Oberveischede, 17 marzo 1903 – Olpe, 22 maggio 1975) è stato un missionario e vescovo cattolico tedesco.

## Biografia
Entò nella Società dell'apostolato cattolico e fu ordinato prete nel 1929.
Missionario in Sudafrica, nel 1948 fu eletto vescovo titolare di Siedra e vicario apostolico di Queenstown; nel 1951, con l'elevazione di quel vicariato a diocesi, fu trasferito alla sede residenziale di Queenstown.
Fondò la congregazione delle Suore di Nostra Signora, madre del Divino Amore.
Partecipò al Concilio Vaticano II.
Lasciò la guida della diocesi nel 1972.

## Genealogia episcopale
La genealogia episcopale è:
- Cardinale Scipione Rebiba
- Cardinale Giulio Antonio Santori
- Cardinale Girolamo Bernerio, O.P.
- Arcivescovo Galeazzo Sanvitale
- Cardinale Ludovico Ludovisi
- Cardinale Luigi Caetani
- Cardinale Ulderico Carpegna
- Cardinale Paluzzo Paluzzi Altieri degli Albertoni
- Papa Benedetto XIII
- Papa Benedetto XIV
- Papa Clemente XIII
- Cardinale Giovanni Carlo Boschi
- Cardinale Bartolomeo Pacca
- Cardinale Francesco Serra Cassano
- Arcivescovo Joseph Maria Johann Nepomuk von Fraunberg
- Cardinale Johannes von Geissel
- Vescovo Eduard Jakob Wedekin
- Cardinale Paul Ludolf Melchers, S.I.
- Vescovo Johannes Heinrich Beckmann
- Vescovo Daniele Wilhelm Sommerwerk
- Cardinale Georg von Kopp
- Arcivescovo Johannes Christian Roos
- Vescovo Paul Leopold Haffner
- Vescovo Dominikus Willi, O.Cist.
- Vescovo Heinrich Vieter, S.A.C.
- Vescovo Franziskus Xaver Hennemann, S.A.C.
- Vescovo John Baptist Rosenthal, S.A.C.